# Goose Island Conservation Park
Goose Island Conservation Park är en park i Australien. Den ligger i kommunen Yorke Peninsula och delstaten South Australia, omkring 120 kilometer nordväst om delstatshuvudstaden Adelaide.
Trakten är glest befolkad. Närmaste större samhälle är Port Victoria, omkring 11 kilometer sydost om Goose Island Conservation Park. 
Genomsnittlig årsnederbörd är 570 millimeter. Den regnigaste månaden är juni, med i genomsnitt 112 mm nederbörd, och den torraste är januari, med 12 mm nederbörd.